# 李沂修
李 沂修（り いしゅう、1988年6月16日 - ）は、日本の囲碁の棋士。台湾出身、日本棋院東京本院所属、潘善琪門下、八段。新人王戦U-25優勝、棋聖戦リーグ1期など。

## 経歴
6歳頃に父の影響で囲碁を始める。来日して潘善琪七段の内弟子となり、2004年に入段して独立。
2005年、第1回若鯉戦準優勝。2007年第33期天元戦本戦入り。2008年中野杯U20選手権優勝、第1回ワールドマインドスポーツゲームズ男子個人戦ベスト16。
2009年五段昇段、棋聖戦リーグ入りし五段から七段へ飛び級昇段、リーグ戦は1-4で陥落。同年新人王戦優勝、十段戦勝者戦ベスト4、敗者戦決勝で山下敬吾に敗退、この年38勝12敗の成績で棋道賞勝率第1位賞、新人賞受賞。
2012年王座戦本戦入り、おかげ杯ベスト4。
2015年天元戦ベスト4。
2016年8月、第41期棋聖戦Cリーグ4勝1敗でBリーグ昇格。